# Seznam dílů seriálů Komisař Rex a Návrat komisaře Rexe
Toto je seznam dílů seriálů Komisař Rex a Návrat komisaře Rexe. Rakouský kriminální seriál Komisař Rex (v německém originále Kommissar Rex) byl vysílán v letech 1994–2004 televizní stanicí ORF. Od roku 2008 je vysílán v nové italské verzi jako Návrat komisaře Rexe (v italském originále Il commissario Rex).

## Přehled řad
| Řada                 | Díly        | Původní premiéra   | Původní premiéra  | Představitel Rexe       | Postava parťáka                                            |
| Řada                 | Díly        | První díl          | Poslední díl      | Představitel Rexe       | Postava parťáka                                            |
| Komisař Rex          | Komisař Rex | Komisař Rex        | Komisař Rex       | Komisař Rex             | Komisař Rex                                                |
| -------------------- | ----------- | ------------------ | ----------------- | ----------------------- | ---------------------------------------------------------- |
| 1                    | 14          | 10. listopadu 1994 | 9. února 1995     | Reginald von Ravenhorst | Richard Moser                                              |
| 2                    | 15          | 19. října 1995     | 22. února 1996    | Reginald von Ravenhorst | Richard Moser                                              |
| 3                    | 12          | 24. října 1996     | 9. ledna 1997     | Reginald von Ravenhorst | Richard Moser                                              |
| 4                    | 13          | 8. ledna 1998      | 26. března 1998   | Reginald von Ravenhorst | Richard Moser (1.–4. díl) Alexander Brandtner (5.–18. díl) |
| 5                    | 15          | 28. ledna 1999     | 22. dubna 1999    | Reginald von Ravenhorst | Alexander Brandtner                                        |
| 6                    | 15          | 16. ledna 2000     | 10. května 2000   | Rhett Butler            | Alexander Brandtner                                        |
| 7                    | 10          | 28. března 2001    | 30. května 2001   | Rhett Butler            | Alexander Brandtner                                        |
| 8                    | 13          | 9. října 2002      | 12. ledna 2003    | Rhett Butler            | Marc Hoffmann                                              |
| 9                    | 13          | 27. prosince 2003  | 18. března 2004   | Rhett Butler            | Marc Hoffmann                                              |
| 10                   | 13          | 28. září 2004      | 19. října 2004    | Rhett Butler            | Marc Hoffmann                                              |
| Návrat komisaře Rexe |             |                    |                   |                         |                                                            |
| 11                   | 8           | 29. ledna 2008     | 19. února 2008    | Henry                   | Lorenzo Fabbri                                             |
| 12                   | 11          | 17. března 2009    | 13. dubna 2009    | Henry                   | Lorenzo Fabbri                                             |
| 13                   | 12          | 14. června 2011    | 19. července 2011 | Nik                     | Lorenzo Fabbri                                             |
| 14                   | 12          | 8. března 2013     | 7. června 2013    | Nik                     | Lorenzo Fabbri (1.–2. díl) Davide Rivera (3.–12. díl)      |
| 15                   | 12          | 12. dubna 2013     | 17. května 2013   | Nik                     | Davide Rivera                                              |
| 16                   | 11          | 24. února 2014     | 24. března 2014   | Achi                    | Marco Terzani                                              |
| Komisař Rex na stopě |             |                    |                   |                         |                                                            |
| 17                   | 12          | 31. března 2014    | 5. května 2014    | Achi                    | Marco Terzani                                              |
| 18                   | 12          | 27. února 2015     | 19. června 2015   | Achi                    | Marco Terzani                                              |

## Komisař Rex

### První řada (1994–1995)
| Č. v seriálu | Č. v řadě | Německý název                    | Český název                | Režie               | Scénář                    | Datum premiéry     | Natočeno |
| ------------ | --------- | -------------------------------- | -------------------------- | ------------------- | ------------------------- | ------------------ | -------- |
| 1            | 1         | Endstation Wien                  | Konečná stanice Vídeň      | Hajo Gies           | Peter Hajek a Peter Moser | 10. listopadu 1994 | 1993     |
| 2            | 2         | Ein perfekter Mord               | Dokonalá vražda            | Hajo Gies           | Peter Hajek a Peter Moser | 17. listopadu 1994 | 1993     |
| 3            | 3         | Flucht in den Tod                | Útěk ke smrti              | Oliver Hirschbiegel | Peter Hajek a Peter Moser | 24. listopadu 1994 | 1993     |
| 4            | 4         | Der Tod der alten Damen          | Smrt starých dam           | Oliver Hirschbiegel | Peter Hajek a Peter Moser | 1. prosince 1994   | 1993     |
| 5            | 5         | Tanz auf dem Vulkan              | Tanec na sopce             | Detlef Rönfeldt     | Peter Hajek a Peter Moser | 8. prosince 1994   | 1993     |
| 6            | 6         | Die Tote von Schönbrunn          | Mrtvá ze Schönbrunnu       | Detlef Rönfeldt     | Peter Hajek a Peter Moser | 15. prosince 1994  | 1993     |
| 7            | 7         | Diagnose Mord                    | Diagnóza vražda            | Detlef Rönfeldt     | Peter Hajek a Peter Moser | 22. prosince 1994  | 1993     |
| 8            | 8         | Ein feines Haus                  | Lepší dům                  | Bodo Fürneisen      | Peter Hajek a Peter Moser | 29. prosince 1994  | 1993     |
| 9            | 9         | Amok                             | Amok                       | Bodo Fürneisen      | Peter Hajek a Peter Moser | 5. ledna 1995      | 1994     |
| 10           | 10        | Der erste Preis                  | První cena                 | Oliver Hirschbiegel | Peter Hajek a Peter Moser | 12. ledna 1995     | 1994     |
| 11           | 11        | Tödliche Teddys                  | Smrtící medvídci           | Oliver Hirschbiegel | Peter Hajek a Peter Moser | 19. ledna 1995     | 1994     |
| 12           | 12        | Bring mir den Kopf von Beethoven | Přines mi hlavu Beethovena | Oliver Hirschbiegel | Peter Hajek a Peter Moser | 26. ledna 1995     | 1994     |
| 13           | 13        | Unter den Straßen von Wien       | Pod ulicemi Vídně          | Oliver Hirschbiegel | Peter Hajek a Peter Moser | 2. února 1995      | 1994     |
| 14           | 14        | Schüsse auf Rex                  | Střelba na Rexe            | Wolfgang Dickmann   | Peter Hajek a Peter Moser | 9. února 1995      | 1994     |

### Druhá řada (1995–1996)
| Č. v seriálu | Č. v řadě | Německý název             | Český název              | Režie               | Scénář                    | Datum premiéry     | Natočeno |
| ------------ | --------- | ------------------------- | ------------------------ | ------------------- | ------------------------- | ------------------ | -------- |
| 15           | 1         | Stumme Schreie            | Němé výkřiky             | Udo Witte           | Peter Hajek a Peter Moser | 19. října 1995     | 1994     |
| 16           | 2         | Blutspuren                | Stopy po krvi            | Udo Witte           | Peter Hajek a Peter Moser | 27. října 1995     | 1994     |
| 17           | 3         | Ein mörderischer Sommer   | Vražedné léto            | Udo Witte           | Peter Hajek a Peter Moser | 2. listopadu 1995  | 1994     |
| 18           | 4         | Tödliche Verführung       | Smrtící svádění          | Wolfgang Dickmann   | Peter Hajek a Peter Moser | 9. listopadu 1995  | 1994     |
| 19           | 5         | Der maskierte Tod         | Maskovaná smrt           | Herrmann Zschoche   | Peter Hajek a Peter Moser | 16. listopadu 1995 | 1994     |
| 20           | 6         | Die blinde Zeugin         | Slepá svědkyně           | Hans Werner         | Peter Hajek a Peter Moser | 23. listopadu 1995 | 1994     |
| 21           | 7         | Gefährliche Jagd          | Nebezpečný lov           | Hans Werner         | Peter Hajek a Peter Moser | 30. listopadu 1995 | 1994     |
| 22           | 8         | Tod eines Kindes          | Smrt dítěte              | Hans Werner         | Peter Hajek a Peter Moser | 7. prosince 1995   | 1994     |
| 23           | 9         | Im Zeichen des Satans     | Ve znamení Satana        | Hans Werner         | Peter Hajek a Peter Moser | 14. prosince 1995  | 1994     |
| 24           | 10        | Der Duft des Todes        | Vůně smrti               | Hans Werner         | Peter Hajek a Peter Moser | 21. prosince 1995  | 1994     |
| 25           | 11        | Entführt                  | Únos                     | Wolfgang Dickmann   | Peter Hajek a Peter Moser | 28. prosince 1995  | 1994     |
| 26           | 12        | Tödliche Dosis            | Smrtelná dávka           | Bodo Fürneisen      | Peter Hajek a Peter Moser | 11. ledna 1996     | 1994     |
| 27           | 13        | Drei Sekunden bis zum Tod | Tři vteřiny do smrti     | Bodo Fürneisen      | Melitta Fitzer            | 25. ledna 1996     | 1995     |
| 28           | 14        | Über den Dächern von Wien | Nad střechami Vídně      | Oliver Hirschbiegel | Peter Hajek a Peter Moser | 15. února 1996     | 1995     |
| 29           | 15        | Stockis letzter Fall      | Stockiho poslední případ | Oliver Hirschbiegel | Peter Hajek a Peter Moser | 22. února 1996     | 1995     |

### Třetí řada (1996–1997)
| Č. v seriálu | Č. v řadě | Německý název             | Český název              | Režie               | Scénář                         | Datum premiéry     | Natočeno |
| ------------ | --------- | ------------------------- | ------------------------ | ------------------- | ------------------------------ | ------------------ | -------- |
| 30           | 1         | Todesrennen               | Závod smrti              | Oliver Hirschbiegel | Peter Hajek a Peter Moser      | 24. října 1996     | 1995     |
| 31           | 2         | Stadt in Angst            | Město plné strachu       | Oliver Hirschbiegel | Peter Hajek a Peter Moser      | 31. října 1996     | 1995     |
| 32           | 3         | Tod im Museum             | Smrt v muzeu             | Oliver Hirschbiegel | Peter Hajek a Peter Moser      | 7. listopadu 1996  | 1995     |
| 33           | 4         | Mörderische Leidenschaft  | Vražedná vášeň           | Wolfgang Dickmann   | Peter Hajek a Peter Moser      | 14. listopadu 1996 | 1995     |
| 34           | 5         | Annas Geheimnis           | Annino tajemství         | Wolfgang Dickmann   | Peter Hajek a Peter Moser      | 21. listopadu 1996 | 1995     |
| 35           | 6         | Der Puppenmörder          | Vrah panenek             | Oliver Hirschbiegel | Peter Hajek a Peter Moser      | 28. listopadu 1996 | 1995     |
| 36           | 7         | Unter Hypnose             | Vražda v hypnóze         | Wolfgang Dickmann   | Peter Hajek a Peter Moser      | 5. prosince 1996   | 1995     |
| 37           | 8         | Jagd nach einer Toten     | Pátrání po mrtvé         | Wolfgang Dickmann   | Peter Hajek a Peter Moser      | 12. prosince 1996  | 1995     |
| 38           | 9         | Warum starb Romeo         | Proč zemřel Romeo?       | Oliver Hirschbiegel | Bernhard Schärfl               | 19. prosince 1996  | 1995     |
| 39           | 10        | Ein Engel auf vier Pfoten | Anděl se čtyřmi tlapkami | Hans Werner         | Peter Hajek a Peter Moser      | 26. prosince 1996  | 1995     |
| 40           | 11        | Mord á la carte           | Vražda na jídelníčku     | Oliver Hirschbiegel | Angelika Hager, Chuck Randolph | 2. ledna 1997      | 1995     |
| 41           | 12        | Blutrote Rosen            | Krvavé růže              | Hans Werner         | Peter Hajek a Peter Moser      | 9. ledna 1997      | 1995     |

### Čtvrtá řada (1998)
| Č. v seriálu | Č. v řadě | Německý název                       | Český název      | Režie            | Scénář                    | Datum premiéry  | Natočeno |
| ------------ | --------- | ----------------------------------- | ---------------- | ---------------- | ------------------------- | --------------- | -------- |
| 42           | 1         | Lebendig begraben                   | Pohřbena zaživa  | Peter Carpentier | Bernhard Schärfl          | 8. ledna 1998   | 1997     |
| 43           | 2         | Tod eines Schülers                  | Smrt spolužáka   | Peter Carpentier | Ralph Werner              | 15. ledna 1998  | 1997     |
| 44           | 3         | Ein mörderischer Plan               | Vražedný plán    | Peter Carpentier | Bernhard Schärfl          | 22. ledna 1998  | 1997     |
| 45           | 4         | Mosers Tod                          | Moserova smrt    | Hans Werner      | Peter Hajek a Peter Moser | 25. ledna 1998  | 1997     |
| 46           | 5         | Der Neue                            | Nováček          | Udo Witte        | Peter Hajek a Peter Moser | 1. února 1998   | 1997     |
| 47           | 6         | Der Mann mit den tausend Gesichtern | Muž tisíce tváří | Udo Witte        | Peter Hajek a Peter Moser | 5. února 1998   | 1997     |
| 48           | 7         | Die Verschwörung                    | Zhoubná Vášeň    | Bodo Fürneisen   | Bernhard Schärfl          | 12. února 1998  | 1997     |
| 49           | 8         | Tödliche Leidenschaft               | Spiknutí         | Bodo Fürneisen   | Peter Hajek a Peter Moser | 19. února 1998  | 1997     |
| 50           | 9         | Geraubtes Glück                     | Ukradené štěstí  | Bodo Fürneisen   | Bernhard Schärfl          | 26. února 1998  | 1997     |
| 51           | 10        | Rache                               | Pomsta           | Peter Carpentier | Peter Hajek a Peter Moser | 5. března 1998  | 1997     |
| 52           | 11        | Der Voyeur                          | Šmírák           | Hans Werner      | Bernhard Schärfl          | 12. března 1998 | 1997     |
| 53           | 12        | Das letzte Match                    | Poslední zápas   | Hans Werner      | Peter Hajek a Peter Moser | 19. března 1998 | 1997     |
| 54           | 13        | Gefährlicher Auftrag                | Nebezpečný úkol  | Hans Werner      | Peter Hajek a Peter Moser | 26. března 1998 | 1997     |

- Do epizody 59 je v ČR 4. řada.

### Pátá řada (1999)
| Č. v seriálu | Č. v řadě | Německý název          | Český název            | Režie            | Scénář                    | Datum premiéry  | Natočeno |
| ------------ | --------- | ---------------------- | ---------------------- | ---------------- | ------------------------- | --------------- | -------- |
| 55           | 1         | Die Todesliste         | Černá listina          | Peter Carpentier | Peter Hajek a Peter Moser | 28. ledna 1999  | 1998     |
| 56           | 2         | Furchtbare Wahrheit    | Strašlivá pravda       | Peter Carpentier | Bernhard Schärfl          | 4. února 1999   | 1998     |
| 57           | 3         | Priester in Gefahr     | Kněz v ohrožení        | Peter Carpentier | Peter Hajek a Peter Moser | 11. února 1999  | 1998     |
| 58           | 4         | Der Verlierer          | Smolař                 | Michael Riebl    | Rigobert Mayer            | 18. února 1999  | 1998     |
| 59           | 5         | Trügerische Nähe       | Zdánlivě snadný případ | Michael Riebl    | Bernhard Schärfl          | 25. února 1999  | 1998     |
| 60           | 6         | Rex rächt sich         | Rex se mstí            | Olaf Kreinsen    | Peter Hajek a Peter Moser | 4. března 1999  | 1998     |
| 61           | 7         | Blinde Wut             | Slepá zuřivost         | Olaf Kreinsen    | Peter Hajek a Peter Moser | 11. března 1999 | 1998     |
| 62           | 8         | Giftgas                | Smrtící tajemství      | Bodo Fürneisen   | Peter Hajek a Peter Moser | 18. března 1999 | 1998     |
| 63           | 9         | Tödliche Geheimnisse   | Jedovatý plyn          | Olaf Kreinsen    | Bernhard Schärfl          | 25. března 1999 | 1998     |
| 64           | 10        | Das Testament          | Závěť                  | Bodo Fürneisen   | Peter Hajek a Peter Moser | 1. dubna 1999   | 1998     |
| 65           | 11        | Mörderisches Spielzeug | Vraždící hračky        | Bodo Fürneisen   | Bernhard Schärfl          | 8. dubna 1999   | 1998     |
| 66           | 12        | Hetzjagd               | Štvanice               | Hans Werner      | Bernhard Schärfl          | 15. dubna 1999  | 1998     |
| 67           | 13        | Sisi                   | Sisi                   | Hans Werner      | Peter Hajek a Peter Moser | 22. dubna 1999  | 1998     |

- Od epizody 60 do epizody 74 je v ČR 5. řada.

### Šestá řada (2000)
| Č. v seriálu | Č. v řadě | Německý název              | Český název             | Režie            | Scénář                    | Datum premiéry  | Natočeno |
| ------------ | --------- | -------------------------- | ----------------------- | ---------------- | ------------------------- | --------------- | -------- |
| 68           | 1         | Vollgas                    | Na plný plyn            | Michael Riebl    | Peter Hajek a Peter Moser | 16. února 2000  | 1999     |
| 69           | 2         | Kinder auf der Flucht      | Děti na útěku           | Peter Carpentier | Bernhard Schärfl          | 1. března 2000  | 1999     |
| 70           | 3         | Baby in Gefahr             | Únos dítěte             | Michael Riebl    | Peter Hajek a Peter Moser | 8. března 2000  | 1999     |
| 71           | 4         | Telefonterror              | Teror po telefonu       | Peter Carpentier | Peter Hajek a Peter Moser | 15. března 2000 | 1999     |
| 72           | 5         | Eiskalt                    | Studený jako led        | Michael Riebl    | Bernhard Schärfl          | 22. března 2000 | 1999     |
| 73           | 6         | Brudermord                 | Bratrovražda            | Michael Riebl    | Ralph Werner              | 29. března 2000 | 1999     |
| 74           | 7         | Tödliches Tarot            | Smrtící karta           | Michael Riebl    | Ulrike Münch              | 5. dubna 2000   | 1999     |
| 75           | 8         | Der Vollmondmörder         | Vraždy za úplňku        | Hans Werner      | Peter Hajek a Peter Moser | 12. dubna 2000  | 1999     |
| 76           | 9         | Ein Toter kehrt zurück     | Mrtvý se vrací          | Hans Werner      | Bernhard Schärfl          | 19. dubna 2000  | 1999     |
| 77           | 10        | Tod per Internet           | Smrt přes internet      | Hans Werner      | Peter Hajek a Peter Moser | 26. dubna 2000  | 1999     |
| 78           | 11        | Jagd nach dem ewigen Leben | Honba za věčným životem | Bodo Fürneisen   | Peter Hajek a Peter Moser | 3. května 2000  | 1999     |
| 79           | 12        | Das Millionenpferd         | Kůň za milióny          | Bodo Fürneisen   | Peter Zingler             | 10. května 2000 | 1999     |

### Sedmá řada (2001)
| Č. v seriálu | Č. v řadě | Německý název              | Český název         | Režie             | Scénář                    | Datum premiéry  | Natočeno |
| ------------ | --------- | -------------------------- | ------------------- | ----------------- | ------------------------- | --------------- | -------- |
| 80           | 1         | In letzter Sekunde         | V poslední vteřině  | Gerald Liegel     | Peter Hajek a Peter Moser | 28. března 2001 | 2000     |
| 81           | 2         | Die Babydealer             | Obchod s dětmi      | Michael Riebl     | Ralph Werner              | 4. dubna 2001   | 2000     |
| 82           | 3         | Der schöne Tod             | Krásná smrt         | Michael Riebl     | Peter Hajek a Peter Moser | 11. dubna 2001  | 2000     |
| 83           | 4         | Der Bluff                  | Podraz              | Pete Ariel        | Peter Hajek a Peter Moser | 18. dubna 2001  | 2000     |
| 84           | 5         | Ein todsicherer Tipp       | Spolehlivý tip      | Christian Görlitz | Rainer Hackstock          | 25. dubna 2001  | 2000     |
| 85           | 6         | Tödlicher Test             | Smrtonosný test     | Christian Görlitz | Peter Hajek a Peter Moser | 2. května 2001  | 2000     |
| 86           | 7         | Besessen                   | Posedlost           | Pete Ariel        | Bernhard Schärfl          | 9. května 2001  | 2000     |
| 87           | 8         | Das Mädchen und der Mörder | Dívka a vrah        | Pete Ariel        | Peter Hajek a Peter Moser | 16. května 2001 | 2000     |
| 88           | 9         | Der Tod kam zweimal        | Smrt přišla dvakrát | Bodo Fürneisen    | Peter Zingler             | 23. května 2001 | 2000     |
| 89           | 10        | Strahlen der Rache         | Paprsky pomsty      | Christian Görlitz | Angelika Hager            | 30. května 2001 | 2000     |

- Od epizody 75 do epizody 89 je v ČR 6. řada.

### Osmá řada (2002–2003)
| Č. v seriálu | Č. v řadě | Německý název              | Český název                    | Režie              | Scénář                             | Datum premiéry     | Natočeno |
| ------------ | --------- | -------------------------- | ------------------------------ | ------------------ | ---------------------------------- | ------------------ | -------- |
| 90           | 1         | Polizisten küsst man nicht | Policisté se nelíbají          | Hajo Gies          | Peter Hajek a Peter Moser          | 9. října 2002      | 2001     |
| 91           | 2         | Tricks an der Theke        | Léčka u baru                   | Gerald Liegel      | Peter Hajek a Peter Moser          | 16. října 2002     | 2001     |
| 92           | 3         | Senkrecht in den Tod       | Smrti vstříc                   | Andreas Prochaska  | Carl-Christian Demke a Peter Hajek | 23. října 2002     | 2001     |
| 93           | 4         | Ein Zeuge auf vier Pfoten  | Čtyřnohý svědek                | Michael Riebl      | Carl-Christian Demke a Peter Hajek | 30. října 2002     | 2001     |
| 94           | 5         | Wenn Kinder sterben wollen | Když děti chtějí zemřít        | Andreas Prochaska  | Ralf Kinder a Peter Hajek          | 6. listopadu 2002  | 2001     |
| 95           | 6         | Bis zur letzten Kugel      | Do poslední kulky              | Wilhelm Engelhardt | Peter Hajek a Peter Moser          | 13. listopadu 2002 | 2001     |
| 96           | 7         | Die Taten der Toten        | Činy mrtvých                   | Wilhelm Engelhardt | Peter Hajek a Peter Moser          | 20. listopadu 2002 | 2001     |
| 97           | 8         | Einer stirbt immer         | Jeden musí zemřít              | Michael Riebl      | Karl Benedikter a Peter Hajek      | 27. listopadu 2002 | 2001     |
| 98           | 9         | Blond, hübsch, tot         | Nenávist k hezkým blondýnám    | Andreas Prochaska  | Peter Hajek a Peter Moser          | 4. prosince 2002   | 2001     |
| 99           | 10        | Happy Birthday             | Všechno nejlepší k narozeninám | Wilhelm Engelhardt | Peter Hajek a Peter Moser          | 11. prosince 2002  | 2001     |
| 100          | 11        | Verliebt in einen Mörder   | Zamilovaná do vraha            | Hajo Gies          | Peter Hajek a Peter Moser          | 18. prosince 2002  | 2001     |
| 101          | 12        | Berühmt um jeden Preis     | Slavná za každou cenu          | Hajo Gies          | Bernhard Schärfl                   | 8. ledna 2003      | 2001     |
| 102          | 13        | Der Fluch der Mumie        | Ukradená mumie                 | Gerald Liegel      | Peter Hajek a Peter Moser          | 15. ledna 2003     | 2001     |

- Od epizody 90 do epizody 102, 105,109 je v ČR 7. řada.

### Devátá řada (2003–2004)
| Č. v seriálu | Č. v řadě | Německý název                              | Český název             | Režie             | Scénář                         | Datum premiéry     | Natočeno |
| ------------ | --------- | ------------------------------------------ | ----------------------- | ----------------- | ------------------------------ | ------------------ | -------- |
| 103          | 1         | Attentat auf Rex                           | Atentát na Rexe         | Michael Riebl     | Peter Hajek a Peter Moser      | 27. listopadu 2003 | 2002     |
| 104          | 2         | Wofür Kinder leiden müssen                 | Proč musí děti trpět    | Andreas Prochaska | Peter Hajek a Peter Moser      | 4. prosince 2003   | 2002     |
| 105          | 3         | Ettrichs Taube                             | Poštovní holubi         | Gerald Liegel     | Karl Benedikter a Peter Hajek  | 11. prosince 2003  | 2002     |
| 106          | 4         | Vitamine zum Sterben                       | Vitamíny na smrt        | Michael Riebl     | Peter Hajek a Peter Moser      | 18. prosince 2003  | 2002     |
| 107          | 5         | Nachts im Spital                           | Noc v nemocnici         | Andreas Prochaska | Peter Hajek a Bernhard Schärfl | 15. ledna 2004     | 2002     |
| 108          | 6         | Das Donaukrokodil                          | Krokodýl v Dunaji       | Michael Riebl     | Susanne Freund a Peter Hajek   | 22. ledna 2004     | 2002     |
| 109          | 7         | Eine Tote hinter Gittern Mord im Gefängnis | Mrtvá za mřížemi        | Hans Werner       | Peter Hajek a Peter Moser      | 29. ledna 2004     | 2002     |
| 110          | 8         | Nina um Mitternacht                        | S Ninou o půlnoci       | Hans Werner       | Karl Benedikter a Peter Hajek  | 5. února 2004      | 2003     |
| 111          | 9         | Schnappschuss                              | Momentka                | Andreas Prochaska | Peter Hajek a Ralf Kinder      | 19. února 2004     | 2003     |
| 112          | 10        | Die Leiche lebte noch                      | Mrtvý, který ještě žil  | Gerald Liegel     | Peter Hajek a Peter Moser      | 26. února 2004     | 2003     |
| 113          | 11        | Hexen und andere Frauen                    | Čarodějnice a jiné ženy | Gerald Liegel     | Karl Benedikter a Peter Moser  | 4. března 2004     | 2003     |
| 114          | 12        | Ein Toter und ein Baby                     | Mrtvý a dítě            | Gerald Liegel     | Bernhard Schärfl a Peter Hajek | 11. března 2004    | 2003     |
| 115          | 13        | Sein letzter Sonntag                       | Jeho poslední neděle    | Andreas Prochaska | Susanne Freund a Peter Moser   | 18. března 2004    | 2003     |

### Desátá řada (2004)
| Č. v seriálu | Č. v řadě | Německý název              | Český název             | Režie             | Scénář                          | Datum premiéry | Natočeno |
| ------------ | --------- | -------------------------- | ----------------------- | ----------------- | ------------------------------- | -------------- | -------- |
| 116          | 1         | E-Mail von der Mörderin    | E-mail od vražedkyně    | Andreas Prochaska | Peter Hajek a Peter Moser       | 28. září 2004  | 2003     |
| 117          | 2         | Ein Mann ohne Gedächtnis   | Muž bez paměti          | Christian Görlitz | Michael Klette a Thomas Teubner | 5. října 2004  | 2003     |
| 118          | 3         | Endlich ist die Bestie tot | Bestie je konečně mrtvá | Christian Görlitz | Michael Klette a Thomas Teubner | 12. října 2004 | 2003     |
| 119          | 4         | Doping                     | Doping                  | Christian Görlitz | Peter Hajek a Peter Moser       | 19. října 2004 | 2003     |

- Od epizody 103-104, 106-108, 110 do epizody 119 je v ČR 8. řada.

## Návrat komisaře Rexe
Německo-rakouský seriál byl kvůli nízké sledovanosti po deseti řadách ukončen. V roce 2006 a 2007 jej však odkoupila italská televize, takže se začalo v Itálii natáčet pokračování, Návrat komisaře Rexe.

### Jedenáctá řada (2008)
| Č. v seriálu | Č. v řadě | Italský název   | Český název        | Režie          | Scénář                                   | Datum premiéry | Natočeno |
| ------------ | --------- | --------------- | ------------------ | -------------- | ---------------------------------------- | -------------- | -------- |
| 120          | 1         | L'incontro      | Setkání            | Marco Serafini | Stefano Piani, Peter Hajek a Peter Moser | 29. ledna 2008 | 2007     |
| 121          | 2         | Calibro 7.65    | Ráže 7,65          | Marco Serafini | Stefano Piani                            | 29. ledna 2008 | 2007     |
| 122          | 3         | Ombre cinesi    | Čínské stíny       | Marco Serafini | Alessandra Acciaiová                     | 5. února 2008  | 2007     |
| 123          | 4         | Impara l'arte   | Nauč se řemeslu    | Marco Serafini | Giulio Calvani a Fabrizio Cestaro        | 5. února 2008  | 2007     |
| 124          | 5         | Non è tutt'oro  | Není všechno zlato | Marco Serafini | Fabrizio Cestaro a Federico Favot        | 12. února 2008 | 2007     |
| 125          | 6         | Mamma Chioccia  | Krkavčí matka      | Marco Serafini | Giulio Calvani a Fabrizio Cestaro        | 12. února 2008 | 2007     |
| 126          | 7         | In vino veritas | Ve víně je pravda  | Marco Serafini | Alessandra Acciaiová                     | 19. února 2008 | 2007     |
| 127          | 8         | Lontano da qui  | Daleko odtud       | Marco Serafini | Fabrizio Cestaro a Federico Favot        | 19. února 2008 | 2007     |

- Od epizody 120 do epizody 127 je v ČR 9. řada.

### Dvanáctá řada (2009)
| Č. v seriálu | Č. v řadě | Italský název              | Český název         | Režie          | Scénář                                    | Datum premiéry  | Natočeno |
| ------------ | --------- | -------------------------- | ------------------- | -------------- | ----------------------------------------- | --------------- | -------- |
| 128          | 1         | Vite in pericolo           | Životy v ohrožení   | Marco Serafini | Federico Favot                            | 17. března 2009 | 2008     |
| 129          | 2         | Morte tra i delfini        | Mrtvá mezi delfíny  | Marco Serafini | Giulio Calvani                            | 17. března 2009 | 2008     |
| 130          | 3         | La scuola della paura      | Škola strachu       | Marco Serafini | Giulio Calvani                            | 24. března 2009 | 2008     |
| 131          | 4         | Affari di famiglia         | Rodinné záležitosti | Marco Serafini | Alberto Ostini                            | 24. března 2009 | 2008     |
| 132          | 5         | La mamma è sempre la mamma | Máma je prostě máma | Marco Serafini | Alberto Ostini                            | 31. března 2009 | 2008     |
| 133          | 6         | Masquerade                 | Přetvářka           | Marco Serafini | Giulio Calvani                            | 31. března 2009 | 2008     |
| 134          | 7         | L'ultima scommessa         | Poslední sázka      | Marco Serafini | Federico Favot                            | 8. dubna 2009   | 2008     |
| 135          | 8         | Un uomo solo               | Osamělý muž         | Marco Serafini | Federico Favot                            | 8. dubna 2009   | 2008     |
| 136          | 9         | Il colore del silenzio     | Barvy ticha         | Marco Serafini | Alberto Ostini                            | 13. dubna 2009  | 2008     |
| 137          | 10        | Il tombarolo               | Vykradač hrobů      | Marco Serafini | Stefano Piani                             | 13. dubna 2009  | 2008     |
| 138          | 11        | L'ultima partita           | Smrtící zápas       | Gerald Liegel  | Pia Hierzegger, Peter Hajek a Peter Moser | 12. dubna 2009  | 2008     |

- Od epizody 128 do epizody 138 je v ČR 10. řada.

### Třináctá řada (2011)
| Č. v seriálu | Č. v řadě | Italský název                 | Český název            | Režie          | Scénář                                                 | Datum premiéry    | Natočeno |
| ------------ | --------- | ----------------------------- | ---------------------- | -------------- | ------------------------------------------------------ | ----------------- | -------- |
| 139          | 1         | Il campione                   | Šampión                | Marco Serafini | Luca Zesi                                              | 14. června 2011   | 2009     |
| 140          | 2         | Centauri                      | Motorkáři              | Marco Serafini | Francesco Arlanch a Francesco Balletta                 | 14. června 2011   | 2009     |
| 141          | 3         | L'ululato                     | Vytí                   | Marco Serafini | Stefano Piani a Alberto Ostini                         | 21. června 2011   | 2009     |
| 142          | 4         | La mia banda suona il rock    | Moje kapela hraje rock | Marco Serafini | Giovanni Robbiano                                      | 21. června 2011   | 2009     |
| 143          | 5         | Minuti contati                | Rozhodující minuta     | Marco Serafini | Federico Favot                                         | 28. června 2011   | 2009     |
| 144          | 6         | Bravi ragazzi                 | Slušní hoši            | Marco Serafini | Alessandro Fabbri, Valeria Colasanti a Tiziana Martini | 28. června 2011   | 2009     |
| 145          | 7         | Occhi di gatto                | Kočičí oči             | Marco Serafini | Giulio Calvani                                         | 5. července 2011  | 2009     |
| 146          | 8         | I nomi delle stelle           | Jména hvězd            | Marco Serafini | Francesco Arlanch a Francesco Balletta                 | 5. července 2011  | 2009     |
| 147          | 9         | Un caso freddo                | Odložený případ        | Marco Serafini | Alberto Ostini                                         | 12. července 2011 | 2009     |
| 148          | 10        | Musica maestro                | Mistrovská hudba       | Marco Serafini | Alessandro Fabbri, Valeria Colasanti a Tiziana Martini | 12. července 2011 | 2009     |
| 149          | 11        | La ragazza scomparsa          | Dívka na útěku         | Marco Serafini | Stefano Sudrie                                         | 19. července 2011 | 2009     |
| 150          | 12        | La maledizione del Caravaggio | Caravaggiovo prokletí  | Marco Serafini | Peter Lohner                                           | 19. července 2011 | 2009     |

- Od epizody 139 do epizody 150 je v ČR 11. řada.

### Čtrnáctá řada (2013)
| Č. v seriálu | Č. v řadě | Italský název            | Český název          | Režie             | Scénář                                                 | Datum premiéry  | Natočeno |
| ------------ | --------- | ------------------------ | -------------------- | ----------------- | ------------------------------------------------------ | --------------- | -------- |
| 151          | 1         | Ombre                    | Stíny                | Andrea Costantini | Florian Iwersen                                        | 7. června 2013  | 2010     |
| 152          | 2         | In mezzo ai lupi         | Mezi vlky            | Andrea Costantini | Regine Bielefeldt                                      | 7. června 2013  | 2010     |
| 153          | 3         | Gioco sottobanco         | Eskamotáž            | Andrea Costantini | Daniel Maximilian a Thomas Pauli                       | 8. března 2013  | 2010     |
| 154          | 4         | Una promessa dal passato | Nedodržené sliby     | Andrea Costantini | Andrea Costantini                                      | 8. března 2013  | 2010     |
| 155          | 5         | Vendetta                 | Pomsta               | Andrea Costantini | Peter Lohner a Davide Solinas                          | 15. března 2013 | 2010     |
| 156          | 6         | Profondo Blu             | Modrá hlubina        | Andrea Costantini | Alessandro Fabbri, Valeria Colasanti a Tiziana Martini | 15. března 2013 | 2010     |
| 157          | 7         | La Casa degli spiriti    | Dům duchů            | Andrea Costantini | Daniel Maximilian a Thomas Pauli                       | 22. března 2013 | 2010     |
| 158          | 8         | Tutto in una notte       | Všechno za jednu noc | Andrea Costantini | Federico Favot                                         | 22. března 2013 | 2010     |
| 159          | 9         | Una vita per una vita    | Život za život       | Marco Serafini    | Florian Iwersen                                        | 29. března 2013 | 2010     |
| 160          | 10        | Il terzo uomo            | Třetí muž            | Marco Serafini    | Daniel Maximilian a Thomas Pauli                       | 29. března 2013 | 2010     |
| 161          | 11        | Bandiera a mezz'asta     | Vlajka na půl žerdi  | Marco Serafini    | Giulio Calvani                                         | 5. dubna 2013   | 2010     |
| 162          | 12        | Sinfonia imperfetta      | Špatná předehra      | Marco Serafini    | Iole Masucci                                           | 5. dubna 2013   | 2010     |

- Od epizody 151 do epizody 162 je v ČR 12. řada.

### Patnáctá řada (2013)
| Č. v seriálu | Č. v řadě | Italský název                   | Český název           | Režie             | Scénář                                                                  | Datum premiéry  | Natočeno |
| ------------ | --------- | ------------------------------- | --------------------- | ----------------- | ----------------------------------------------------------------------- | --------------- | -------- |
| 163          | 1         | La Tigre                        | Tygřice               | Marco Serafini    | Daniel Maximilian, Thomas Pauli a Stefano Anghelé                       | 12. dubna 2013  | 2011     |
| 164          | 2         | Superstar                       | Smrt vyhasínající     | Marco Serafini    | Peter Lohner, Stefano Anghelé                                           | 12. dubna 2013  | 2011     |
| 165          | 3         | Un delitto quasi perfetto       | Téměř dokonalý zločin | Fernando Muraca   | Daniel Maximilian, Thomas Pauli a Stefano Anghelé                       | 19. dubna 2013  | 2011     |
| 166          | 4         | Il tempo non guarisce le ferite | Čas rány nezhojí      | Fernando Muraca   | Regine Bielefeldt, Jacopo Fantastichini a Francesco Favale              | 19. dubna 2013  | 2011     |
| 167          | 5         | Una voce nella folla            | Hlas v davu           | Andrea Costantini | Davide Solinas                                                          | 26. dubna 2013  | 2011     |
| 168          | 6         | L'intruso                       | Nezvaný host          | Andrea Costantini | Daniel Maximilian, Thomas Pauli, Emanuela Canonico a Andrea Costantini  | 26. dubna 2013  | 2011     |
| 169          | 7         | Due uomini e un bebè            | Krev není voda        | Andrea Costantini | Peter Lohner, Stefano Anghelé a Davide Solinas                          | 3. května 2013  | 2012     |
| 170          | 8         | Blackout                        | Dva muži a mimino     | Andrea Costantini | Daniel Maximilian, Thomas Pauli, Jacopo Fantastichini, Francesco Favale | 3. května 2013  | 2012     |
| 171          | 9         | Un colpo al cuore               | Ztráta paměti         | Andrea Costantini | Luca Zesi                                                               | 10. května 2013 | 2012     |
| 172          | 10        | Il lato oscuro                  | Zásah do srdce        | Andrea Costantini | Bernd Schwamm, Emanuela Canonico a Davide Solinas                       | 10. května 2013 | 2012     |
| 173          | 11        | Il Grigio                       | Temná stránka         | Andrea Costantini | Florian Iwersen, Luca Zesi a Andrea Costantini                          | 17. května 2013 | 2012     |
| 174          | 12        | Legami di sangue                | Šedivec               | Andrea Costantini | Florian Iwersen, Stefano Anghelé a Davide Solinas                       | 17. května 2013 | 2012     |

Od 163-174 v ČR 13. řada.

### Šestnáctá řada (2014)
| Č. v seriálu | Č. v řadě | Italský název             | Český název           | Režie               | Scénář                                  | Datum premiéry  | Natočeno |
| ------------ | --------- | ------------------------- | --------------------- | ------------------- | --------------------------------------- | --------------- | -------- |
| 175          | 1         | Festa di laurea           | Oslava diplomky       | Raffaele Verzillo   | Monica Zapelli                          | 24. února 2014  | 2013     |
| 176          | 2         | Terzo tempo               | Poslední poločas      | Marco Serafini      | Jacopo Fantastichini a Francesco Favale | 24. února 2014  | 2013     |
| 177          | 3         | Cioccolata amara          | Příliš hořká čokoláda | Marco Serafini      | Andrea Oliva                            | 3. března 2014  | 2013     |
| 178          | 4         | Wunderkammer              | Kabinet kuriozit      | Marco Serafini      | Francesco Cioce                         | 3. března 2014  | 2013     |
| 179          | 5         | Lotta di classe           | Třídní boj            | Fernando Muraca     | Gianluca Ansanelli                      | 10. března 2014 | 2013     |
| 180          | 6         | Tango assassino           | Vražedné tango        | Fernando Muraca     | Miranda Pisione                         | 10. března 2014 | 2013     |
| 181          | 7         | Magic Land                | Svět kouzel           | Fernando Muraca     | Massimo Reale a Antonio Lauro           | 17. března 2014 | 2013     |
| 182          | 8         | Notte in bianco           | Probdělá noc          | Nicola Perrucci     | Massimo Reale a Antonio Lauro           | 17. března 2014 | 2013     |
| 183          | 9         | A pezzi                   | Na kusy               | Raffaele Verzillo   | Massimo Reale a Antonio Lauro           | 24. března 2014 | 2013     |
| 184          | 10        | Gli artisti del rimorchio | Mistři ve svádění     | Nicola Perrucci     | Stefano Anghelé                         | 24. března 2014 | 2013     |
| 185          | 11        | L'era glaciale            | Doba ledová           | Erhard Riedlsperger | Stefan Brunner                          | 14. března 2014 | 2013     |

Od 175-185 v ČR 14. řada.

### Sedmnáctá řada (2014)
| Č. v seriálu | Č. v řadě | Italský název                 | Český název       | Režie                           | Scénář                                              | Datum premiéry  | Natočeno |
| ------------ | --------- | ----------------------------- | ----------------- | ------------------------------- | --------------------------------------------------- | --------------- | -------- |
| 186          | 1         | Fratelli                      | Bratři            | Marco Manetti a Antonio Manetti | Federico Favot                                      | 31. března 2014 | 2013     |
| 187          | 2         | Circolo vizioso               | Vražedný klub     | Marco Manetti a Antonio Manetti | Valerio Cilio                                       | 31. března 2014 | 2013     |
| 188          | 3         | Sabbiature                    | Pod zemí          | Marco Manetti a Antonio Manetti | Giulio Calvani                                      | 7. dubna 2014   | 2013     |
| 189          | 4         | La madre di tutte le vendette | Matka pomsty      | Marco Manetti a Antonio Manetti | Viola Rispoli                                       | 7. dubna 2014   | 2013     |
| 190          | 5         | Otto nove tre                 | Osm, devět, tři   | Marco Manetti a Antonio Manetti | Federico Favot a Michelangelo La Neve               | 14. dubna 2014  | 2013     |
| 191          | 6         | Il codice Rex                 | Vražda v knihovně | Marco Manetti a Antonio Manetti | Andrea Nobile                                       | 14. dubna 2014  | 2013     |
| 192          | 7         | Soldato futuro                | Voják budoucnosti | Marco Manetti a Antonio Manetti | Antonio Lauro a Massimo Reale                       | 21. dubna 2014  | 2013     |
| 193          | 8         | Il colore dell'acqua          | Barva vody        | Marco Manetti a Antonio Manetti | Federico Favot                                      | 21. dubna 2014  | 2013     |
| 194          | 9         | n 13                          | N13               | Marco Manetti a Antonio Manetti | Francesco Cioce                                     | 28. dubna 2014  | 2013     |
| 195          | 10        | L'iniziazione                 | Zasvěcení         | Marco Manetti a Antonio Manetti | Salvatore De Mola                                   | 28. dubna 2014  | 2013     |
| 196          | 11        | Alla luce del sole            | V záři slunce     | Marco Manetti a Antonio Manetti | Giulio Calvani, Valerio Cilio, Michelangelo La Neve | 5. května 2014  | 2013     |
| 197          | 12        | Gli allegri bucanieri         | Veselí bukanýři   | Marco Manetti a Antonio Manetti | Giulio Calvani, Valerio Cilio, Michelangelo La Neve | 5. května 2014  | 2013     |

Epizody 186-197 v ČR vysíláno pod názvem Komisař Rex na stopě.

### Osmnáctá řada (2015)
| Č. v seriálu | Č. v řadě | Italský název                  | Český název             | Režie                           | Scénář                                 | Datum premiéry  | Natočeno |
| ------------ | --------- | ------------------------------ | ----------------------- | ------------------------------- | -------------------------------------- | --------------- | -------- |
| 198          | 1         | Celeste                        | Celeste                 | Marco Manetti a Antonio Manetti | Michelangelo La Neve                   | 27. února 2015  | 2014     |
| 199          | 2         | Il cadavere scomparso          | Ztracené tělo           | Marco Manetti a Antonio Manetti | Michelangelo La Neve                   | 27. února 2015  | 2014     |
| 200          | 3         | I giorni della mantide         | Kudlanka                | Marco Manetti a Antonio Manetti | Cristiano Brignola                     | 6. března 2015  | 2014     |
| 201          | 4         | Il calendario                  | Kalendář                | Marco Manetti a Antonio Manetti | Alessandro Aniballi a Giordano De Luca | 13. března 2015 | 2014     |
| 202          | 5         | Gelosia                        | Žárlivost               | Marco Manetti a Antonio Manetti | Alessandro Aniballi a Giordano De Luca | 20. března 2015 | 2014     |
| 203          | 6         | Il pettirosso fantasma         | Komiksový přízrak       | Marco Manetti a Antonio Manetti | Michelangelo La Neve                   | 29. května 2015 | 2014     |
| 204          | 7         | Il sorriso del condannato      | Úsměv odsouzence        | Marco Manetti a Antonio Manetti | Michelangelo La Neve                   | 29. května 2015 | 2014     |
| 205          | 8         | Ladri d'autore (prima parte)   | Zloděj obrazů (1. část) | Marco Manetti a Antonio Manetti | Paolo Baravelli a Cristiano Brignola   | 5. června 2015  | 2014     |
| 206          | 9         | Ladri d'autore (seconda parte) | Zloděj obrazů (2. část) | Marco Manetti a Antonio Manetti | Paolo Baravelli a Cristiano Brignola   | 5. června 2015  | 2014     |
| 207          | 10        | Effetto placebo                | Placebo efekt           | Marco Manetti a Antonio Manetti | Cristiano Brignola                     | 13. června 2015 | 2014     |
| 208          | 11        | Quarantena                     | Karanténa               | Marco Manetti a Antonio Manetti | Massimo Reale                          | 13. června 2015 | 2014     |
| 209          | 12        | Stanza 110                     | Pokoj 110               | Marco Manetti a Antonio Manetti | Federico Favot                         | 19. června 2015 | 2014     |

Epizody 198-209 v ČR vysíláno pod názvem Komisař Rex na stopě.